# Degerfors (commune)
La commune de Degerfors est une commune suédoise du comté d'Örebro. Environ  9 670 personnes y vivent (2020). Son siège se situe à Degerfors.

## Localités
- Åtorp
- Degerfors
- Knutsbol-Södra Östervik
- Strömtorp
- Svartå

## Sport
Au niveau sportif, la commune brille grâce notamment à son club de football, Degerfors IF, qui joue dans le championnat de deuxième division.